# Goniosoma ensifer
Goniosoma ensifer is een hooiwagen uit de familie Gonyleptidae.